# Вільна держава Мекленбург-Шверін
Вільна держава Мекленбург-Шверін (нім. Freistaat Mecklenburg-Schwerin) — вільна держава, утворена на місці Великого герцогства Мекленбург-Шверінського після Листопадової революції 1918 року в Німеччині.

## Історія
6 листопада 1918 року почали виникати робочі та солдатські ради, зокрема Arbeiterausschuss der vereinigten Bauernräte Rostock, Doberan und Ribnitz. 14 листопада 1918 року великий герцог Фрідріх Франц IV відрікся від престолу. Обраний 26 січня 1919 року Конституційний Земський Ландтаг (verfassunggebende Landtag), прийняв 17 травня 1920 року конституцію. Зберігалася багатопартійна система. У 1933 році була введена однопартійна система. 1 січня 1934 року Мекленбург-Штреліц і Мекленбург-Шверін утворили землю Мекленбург.

## Державний устрій
Представницький орган Ландтаг (Landtag), обирався населенням за пропорційною системою строком на 4 роки, виконавчий орган — міністерство (Staatsministerium), призначається земським сеймом і несе перед ним відповідальність. Орган конституційного нагляду — Державний суд (Staatsgerichtshof).